# Vykort till Japan
Vykort till Japan är en novell skriven av Werner Aspenström och publicerades år 1945 i tidningen 40-tal. Novellen ingår i novellsamlingen ”Oändligt är vårt äventyr” som kom ut samma år. Novellen handlar om en pojke med filosofiska funderingar och en hemlig kärlek.